# Montjoie-en-Couserans
Montjoie-en-Couserans é uma comuna francesa na região administrativa de Occitânia, no departamento de Ariège.